# Bulharská menšina na Slovensku
Bulharská národnostní menšina na Slovensku (slovensky Bulharská národnostná menšina) je označení obyvatel Slovenska, kteří se hlásí k bulharské národnosti. Podle výsledků slovenského sčítání lidu žilo v roce 2011 na Slovensku 1 051 osob deklarujících bulharskou národnost.
Podle sčítání lidu v roce 1991 se k bulharské národnosti na Slovensku hlásilo 1 400 osob. V následujícím sčítání lidu v roce 2001 to bylo 1 179 osob.